# Étion
Étion is een plaats en voormalige gemeente in het Franse departement Ardennes in de regio Grand Est.
Op 1 oktober 1966 fuseerde Étion met Charleville, Mézières, Mohon en Montcy-Saint-Pierre tot de gemeente Charleville-Mézières.
Charleville · Étion · Mézières · Mohon · Montcy-Saint-Pierre · Le Theux